# SCUMM
SCUMM (Script Creation Utility for Maniac Mansion) は、ルーカスアーツ（当時はルーカス・フィルム・ゲームズ）が同社のグラフィカルアドベンチャーゲーム『マニアックマンション』の開発用に開発したスクリプト言語。
ゲームエンジンとプログラミング言語の中間的存在であり、最終的なソースコードとなるプログラミング言語を使わずにデザイナーが場所やアイテムやダイアログを生成できる。またこうしておくと、各種プラットフォーム間でスクリプトやデータファイルを再利用できるという利点もある。SCUMMはまた、各種組み込みゲームエンジン（iMUSE、INSANE、CYST、FLEM、MMUCUS）の基盤ともなった。SCUMMが移植されたプラットフォームとしては、3DO、Amiga、Apple II、Atari ST、Commodore CDTV、コモドール64、FM TOWNS/マーティー、Macintosh、ファミリーコンピュータ、MS-DOS/PC-DOS、Microsoft Windows、メガCD、PCエンジンがある。

## 歴史
最初のバージョンは1987年、Aric Wilmunder とロン・ギルバートが開発し、その後のバージョンは（SCUMM Lord の称号を持つ） Aric Wilmunder が拡張していった。
SCUMMはその後、ルーカスアーツの各種アドベンチャーゲームで利用され、アップデートを繰り返し、何度か全面書き換えされた。SCUMMエンジンには少なくとも10のバージョンがあり、バージョン0（コモドール64用マニアックマンション向け）、バージョン1、バージョン1.5（ファミコン版マニアックマンション用）、バージョン2、そしてバージョン8まで番号が振られている。1998年にルーカスアーツはSCUMMの使用をやめ、自由ソフトウェアのスクリプト言語Luaを使ったGrimEに乗り換え、Grim Fandango および Escape from Monkey Island というゲームを制作した。

### バージョン
SCUMMのバージョン0はコモドール64版の『マニアックマンション』で使われたエンジンである。これを拡張したバージョン1にはPC/AT互換機版も開発された。バージョン1はPC版とC64版の『ザックマクラッケン』で使われた。更なる改良版はファミリーコンピュータにも移植され、『マニアックマンション』で使われた（バージョン1.5）。バージョン2を使った『マニアックマンション』と『ザックマクラッケン』の改良版がPC向けにリリースされており、同時にAmigaと Atari ST に移植された。
『インディジョーンズ 最後の聖戦』では、全ての移植版でSCUMMバージョン3が使われている。また、FM TOWNS 版の『ザックマクラッケン』、Amiga版とTOWNS版の『LOOM』もSCUMMバージョン3を使っている。『LOOM』のPC用フロッピーディスク版はSCUMMバージョン3を使っているが、CD-ROM版（VGA対応）ではバージョン4を使っている。
バージョン4はAmigaおよびPCのフロッピーディスク版『モンキーアイランド』で使われた。また、『モンキーアイランド』、『LOOM』、『インディジョーンズ 最後の聖戦』のEGA版デモのコンピレーション Passport to Adventure でも使われている。
『モンキーアイランド』はVGA対応版がCD-ROMでリリースされており、こちらにはSCUMMバージョン5が使われた。また、AmigaおよびPCでの続編『モンキーアイランド2』や『インディジョーンズ アトランティスの秘宝』でも使われている。このバージョンでは初めてiMUSEテクノロジーが実装されている。また、オリジナルの開発者であるロン・ギルバートらが Humongous Entertainment を立ち上げ、このバージョンのSCUMMを同社でも使ったため、そちらはそちらでバージョン11まで独自に進化することになった。
その後、バージョン6（『デイ・オブ・ザ・テンタクル』、『サム&マックス』）、バージョン7（『フルスロットル』、『ディグ』）、バージョン8（『モンキーアイランド3』）と開発された。

## デザイン
SCUMMをベースとしたゲームの多くは、「動詞-目的語」型設計を特徴とする。プレーヤーにはキャラクタを制御するためのコマンドとして一連の「動詞」が提示されており、ゲーム内の世界にはそのキャラクタが関われる様々なオブジェクトが散らばっている。プレーヤーは動詞を選択し、その目的語となるオブジェクトを選択するのが普通で、動詞の豊富さが初期のゲームの特徴だった。しかし『フルスロットル』と『モンキーアイランド3』ではこれを単純化し、目（見る、または見通す）と手（使う、取る、押す、引くなど）と口（話しかける、食べる、飲み込む）を使うという形式になった。
一般に適切なオブジェクトに対して適切な動詞による行動を行うことがパズル的要素を生んでいた。例えば「もう一方のゴムの木にビスケット・カッターを使う」といった具合である。
"Talk to"（話しかける）を使うと一連の対話が行われる。このとき、プレーヤーは事前定義された質問やコメントから話す内容を選択し、相手がそれに事前定義された応答を返す。
例外的なゲームとしては『LOOM』がある。このゲームは「動詞-目的語」型の入力ではなく呪文（音階の組合せ）を入力し、会話を重視した点を特徴としていた。

## 再実装

### コンパイラ
ScummC はゲーム制作用各種ツールの集合体であり、独自のJavaScript風言語からSCUMMバージョン6のバイトコードにコンパイルでき、それをそのままScummVMで実行できる。十分なスキルがあれば、オリジナルのSCUMMゲームを一から制作することができる。

### インタプリタ
ScummVMは自由かつオープンソースの開発プロジェクトであり、SDLをベースとした移植性の高いSCUMMエンジンの再実装を基本としている。これを使うと、そのままでは最新のOSでは動作不可能なゲームを各種最新プラットフォームでプレイすることができる。
scvmはScummCの作者が開発したSCUMMインタプリタである。2008年4月現在プロトタイプの状態だが、ScummC での開発でスクリプトデバッガとして使われる予定である。hiscummはscvmとScummVMの一部をhaXeプラットフォーム上に移植し、SCUMMを使ったゲームを Adobe Flash 上で動作させることを目的としている。

## ゲームにおけるジョークとしての引用
ルーカスアーツのアドベンチャーゲームの特徴として楽屋落ち的なジョークがよく見られる。SCUMMエンジンなどの名称もいくつかのゲームでジョークとして使われている。
『マニアックマンション』では、パンクバンド "Razor and the Scummettes" が登場し、『モンキーアイランド』では "SCUMM bar" が登場する。なお、続編の Escape from Monkey Island では、敵対的買収によって "SCUMM bar" が "Lua bar" になっている。これは、使用するエンジンが変わったためで、Luaはそのプログラミング言語の名称である。また、『モンキーアイランド』ではグロッグ（水割りラム酒）の成分の1つとしてSCUMMが挙げられていた。